# Nagi Yanagi
Nagi Yanagi (やなぎ なぎ, Yanagi Nagi) née le 31 mai 1987  dans le Kansai est une auteur-compositeur-interprète japonaise. Elle a commencé sa carrière en indépendante en 2005. À partir de 2009, elle travaille avec Supercell en tant que chanteuse.
Nagi Yanagi collabore avec le compositeur Jun Maeda de la compagnie Key, pour produire un album-concept nommé Owari no Hoshi no Love Song qui sortira durant l'Ete 2012. Elle sortira aussi un single nommé Vidro Moyō (ビードロ模様) qui sera l'ending de l'anime Ano Natsu de Matteru.

## Carrière
Nagi Yanagi est autodidacte. En 2005, elle a débuté en faisant des reprises de chansons sur Internet, et a commencé une production originale d'une musique dōjin en 2006 sous le nom CorLeonis. Elle a sorti quatre album studio en solo : EN en 2006, Leonis en 2007, Freirinite en 2008, et Ōrito no Yume (オールトの夢) en 2010. Leonis est uniquement sorti sur le site web de Nagi Yanagi. Deux autres sorties ont suivi : en 2011 le single Hyōka no Kuni (氷下の国) et le best of de l'album Ame no Umi (雨の海),.
En mai 2006, elle a formé le duo Binaria avec la chanteuse Annabel. Entre 2007 et 2011, Binaria a sorti deux mini-albums Alhaja en 2007 et Forma en 2007, un best of d'album Sonido en 2010, et quatre single Epoca en 2008, Alba en 2009, Delightful Doomsday en 2010, et Nachtflug en 2011. Binaria a aussi collaboré avec la chanteuse Cassini pour le single Rueda en 2007.
Déjà en 2007, Nagi Yanagi commença à mettre en ligne sur Nico Nico Douga des reprises de chansons sous le nom Gazelle,. Quelques jours après la mise en ligne de Melt (メルト, Meruto) du groupe Supercell le 7 décembre 2007, Nagi a fait une reprise de la chanson (initialement chantée par Hatsune Miku). Nagi Yanagi, qui est une fan des chansons de Ryo (compositeur et parolier du groupe Supercell), l'a contactée et elles ont discuté sur une possible collaboration. Ryo, également fan de la voix de Nagi Yanagi avant même qu'elle upload ses chansons sur Nico Nico Douga, lui a alors proposé de participer au 1er single de Supercell Kimi no Shiranai Monogatari (君の知らない物語) qui est sorti le 12 août 2009.
En 2011, Nagi Yanagi a chanté deux chansons pour l'OST (en) du visual novel Rewrite. Nagi Yanagi collabore avec le compositeur Jun Maeda de la compagnie Key, pour produire un album-concept nommé Owari no Hoshi no Love Song qui sortira en avril 2012, un single de l'album est sorti lors du Comiket 81 nommé Killer Song le 29 décembre 2011.